# Juillet 1899

## Événements
- France : Henri Vaugeois fonde L’Action française.

- 1er juillet :
  - Retour de Dreyfus en France.
  - Création du Poste Permanent d'alarme à Genève (aujourd'hui Service d'Incendie et de Secours de la ville de Genève).

- 7 juillet : Ouverture officielle du réseau de tramway à Moscou.

- 14 juillet :
  - Le lieutenant-colonel Klobb, envoyé pour relever le commandement de la Mission Voulet-Chanoine est tué par balle.
  - Création de la république indépendante d'Acre. En vue de reconquérir l'Acre, la Bolivie fonde un siège administratif à effets fiscaux : Puerto Alonso appelé aujourd'hui Porto Acre.

- 16 juillet : début de l’abrogation des traités inégaux au Japon : le nouveau traité d’amitié et de commerce avec la Grande-Bretagne consacre l’accession du Japon au rang de puissance régionale ainsi que le nouveau rapprochement entre Tôkyô et Londres face à l’hégémonie russe en Extrême-Orient.

- 16 - 24 juillet : premier Tour de France automobile sur 2.500 km. René de Knyff s’impose sur une Panhard. 19 voitures au départ, 9 à l’arrivée. 25 motos prennent également part à l’épreuve qui compte 7 étapes.

- 17 juillet : au Baguirmi, Rabah détruit un petit poste laissé par Gentil sous le commandement de Bretonnet. Il se trouve alors à la tête d’un État puissant, centré sur le Bornou et s’étendant du lac Tchad à la province du Bahr el-Ghazal.

- 30 juillet : course automobile Paris-Saint-Malo (372 km). Antony s’impose sur une Mors. 13 voitures, 12 voiturettes et 64 motos au départ.

## Naissances
- 1er juillet : Charles Laughton, acteur de théâtre et de cinéma et réalisateur britannique puis américain († 15 décembre 1962).
- 3 juillet : Peter Thomas McKeefry, cardinal néo-zélandais, archevêque de Wellington († 18 novembre 1973).
- 5 juillet :
  - Marcel Achard, réalisateur français († 4 septembre 1974).
  - Marcel Arland, écrivain français († 12 janvier 1986).
- 7 juillet : George Cukor, réalisateur américain († 24 janvier 1983).
- 11 juillet : Jean Andrivet, Judoka français († 12 avril 1976).
- 14 juillet : Gregory Breit, physicien américain († 11 septembre 1981).
- 17 juillet : James Cagney, acteur américain († 30 mars 1986).
- 21 juillet : Ernest Hemingway, écrivain américain († 2 juillet 1961).
- 22 juillet : Sobhuza II, roi du Swaziland († 21 août 1982).
- 23 juillet : Marie Gross, résistante française ayant permis l'évasion d'une soixantaine de prisonniers de guerre français pendant la Seconde Guerre mondiale († 8 mai 1964).
- 24 juillet : Dan George, acteur.

## Décès
- 5 juillet : Hippolyte Lucas, entomologiste français (° 1814).